# Кордон

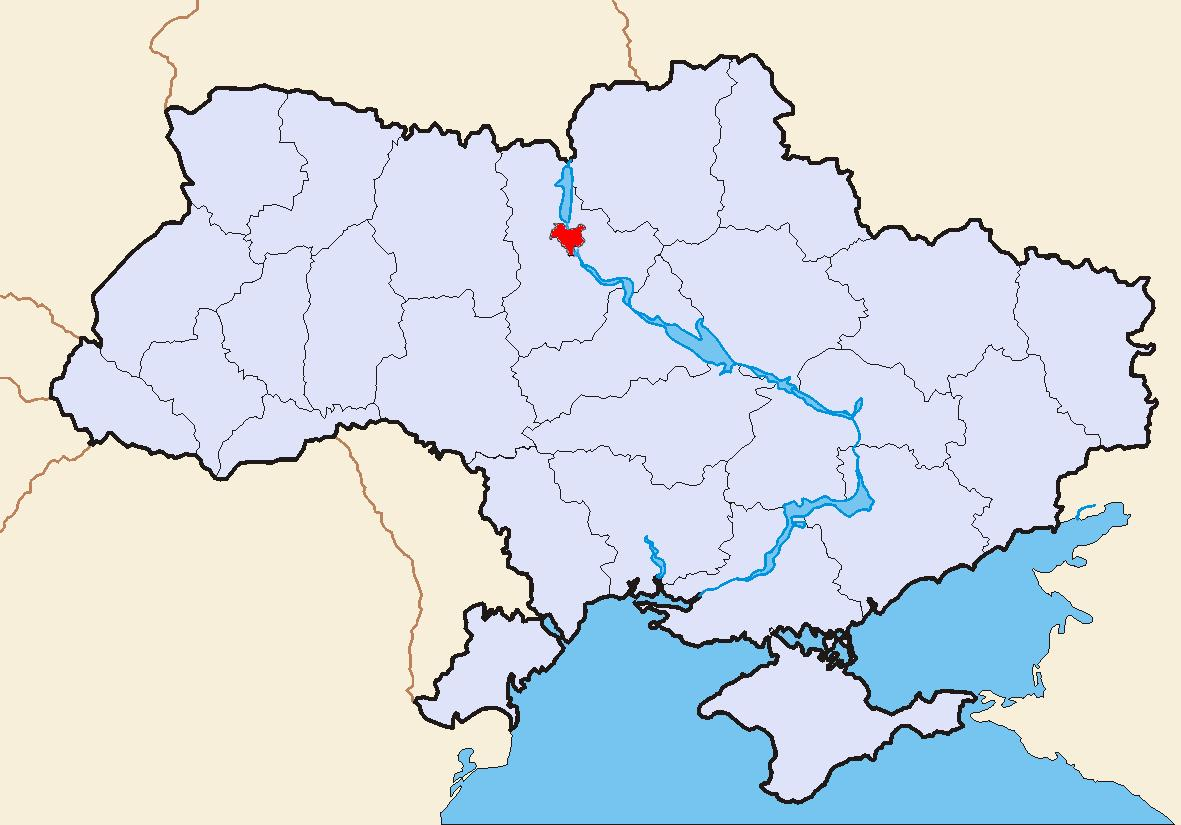
Державний кордон України.

Кордони — географічні межі політичних суб'єктів або юрисдикцій, таких як уряд, суверенні держави, федеративні держави та інші субнаціональні структури. Межі встановлюються через угоди між політичними або соціальними суб'єктами, які контролюють ці райони; створення цих угод називається делімітація кордонів.
Деякі кордони, такі як внутрішні адміністративні кордони держави, або міждержавні кордони в межах Шенгенської зони, часто є відкритими і абсолютно не охороняються. Інші кордони частково або повністю контролюються, і вони можуть перетинатися легально тільки на призначених прикордонних заставах і можна контролювати прикордонні зони.
Межі можуть навіть сприяти створенню буферної зони. Різниця також була встановлена в академічній науці між кордоном і фронтиром, причому остання позначає територію на межі двох різних суспільств, а не державні кордони.

## Кордони
Типи кордонів: — накладені кордони, реліктові кордони, фізичні кордони, геометричні кордони.

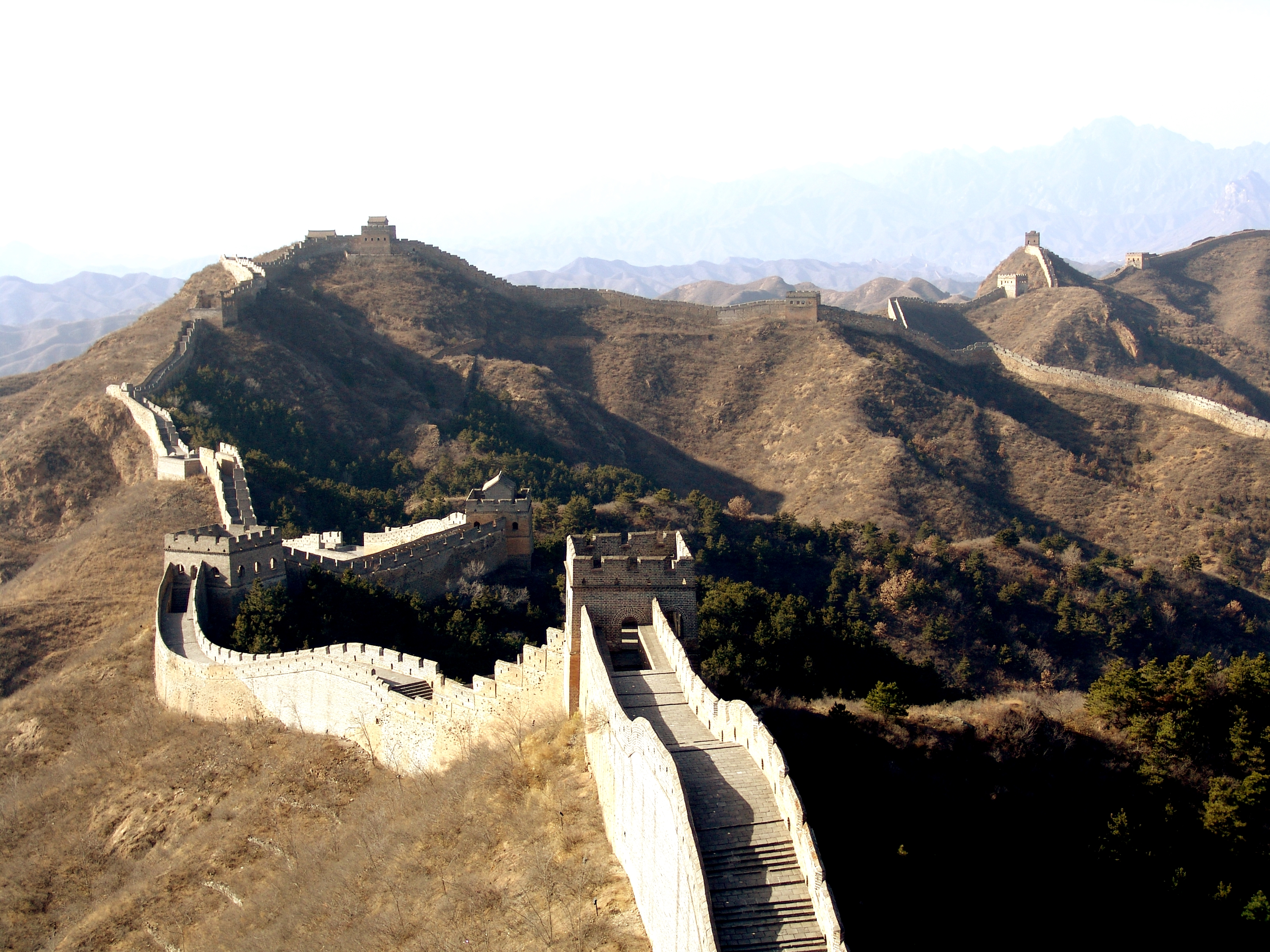
Метою Великої китайської стіни було зупинити людей і військових від перетину північних кордонів Китаю. Сьогодні це реліктовий кордон.

У минулому багато кордонів не були чітко визначені; замість цього часто виникали втручання, які часто заявляли і боролися обома сторонами, іноді їх називали маршалами. Особливими випадками сучасності були Саудівсько-іракська нейтральна зона з 1922 по 1981 рр. І Саудівсько-кувейтська нейтральна зона з 1922 по 1970 рік. Для цілей контролю на кордоні, аеропорти і морські порти також класифікуються як кордони. Більшість країн мають певний вид прикордонного контролю, який регулює або обмежує переміщення людей, тварин і товарів до країни і з неї. Згідно з міжнародним правом, кожній країні, як правило, дозволяється приймати законодавчі акти, які повинні бути виконані для того, щоб перетнути її кордони, і запобігти перетину людей через її кордони в порушення цих законів.
Деякі кордони вимагають подання юридичних документів, таких як паспорти та візи, або інші посвідчення, для осіб, які перетинають кордони. Для перебування або роботи в межах кордону країни іноземці можуть потребувати спеціальних документів чи дозволів; але володіння такими документами не гарантує, що особі буде дозволено переходити кордон.
Переміщення товарів через кордон часто вимагає сплати акцизного податку, часто збирається митними службовцями. Тваринам (а іноді і людям), що рухаються через кордони, може знадобитися перейти в карантин, щоб запобігти поширенню екзотичних інфекційних захворювань. Більшість країн забороняють перевезення незаконних наркотиків або зникаючих тварин через їхні кордони. Перевезення товарів, тварин або людей нелегально через кордон, не оголошуючи їх або шукаючи дозволу, або навмисно ухиляючись від офіційної перевірки, називаються контрабандою. Контроль за терміном дії страхування цивільної відповідальності та іншими формальностями також може мати місце.
У тих місцях, де контрабанда, міграція та інфільтрація є проблемою, багато країн зміцнюють кордони з огорожами і бар'єрами, а також встановлюють формальний контроль на кордоні. Вони можуть поширюватися на внутрішні країни, як у Сполучених Штатах, де прикордонно-митна служба США має юрисдикцію працювати до 100 миль від будь-якої сухопутної або морської межі. З іншого боку, деякі кордони просто позначені. Це поширене явище в країнах Шенгенської зони і на сільських ділянках кордону Канада — США. Межі можуть бути навіть повністю немаркованими, як правило, у віддалених або лісових районах; такі кордони часто описуються як «пористі». Міграція в межах територіальних кордонів і поза ними становила собою стару і усталену модель руху в африканських країнах, в пошуках праці та харчування, а також для підтримки зв'язків з родичами, які пересувалися раніше через пористі кордони своїх батьківщин. Коли колоніальні кордони були притягнуті, західні країни намагалися отримати монополію на вербування праці в багатьох африканських країнах, що змінило практичний та інституційний контекст, в якому були застосовані старі моделі міграції. Межі були особливо пористі для фізичного переміщення мігрантів, і люди, що живуть в прикордонних районах, легко підтримували транснаціональні культурні та соціальні зв'язки.
Кордон може бути:
- за домовленістю обох держав, між якими пролягає кордон

- накладений державою односторонньо

- накладений третіми сторонами, наприклад, міжнародною конференцією

- успадкований від колишньої держави, колоніальної влади або аристократичної території

- успадковане від колишнього внутрішнього кордону, наприклад, у межах колишнього Радянського Союзу

- ніколи не бути формально визначеним.

Крім того, кордон може бути де-факто військовою лінією припинення вогню.

## Класифікація

### Політичні кордони
Політичні кордони накладаються на світ через людське агентство. Це означає, що хоча політичний кордон може йти за річкою або гірським хребтом, така особливість не визначає автоматично політичний кордон, навіть якщо це може бути головним фізичним бар'єром для перетину.
Політичні кордони часто класифікуються за тим, чи вони відповідають помітним фізичним властивостям на землі.

### Природні кордони

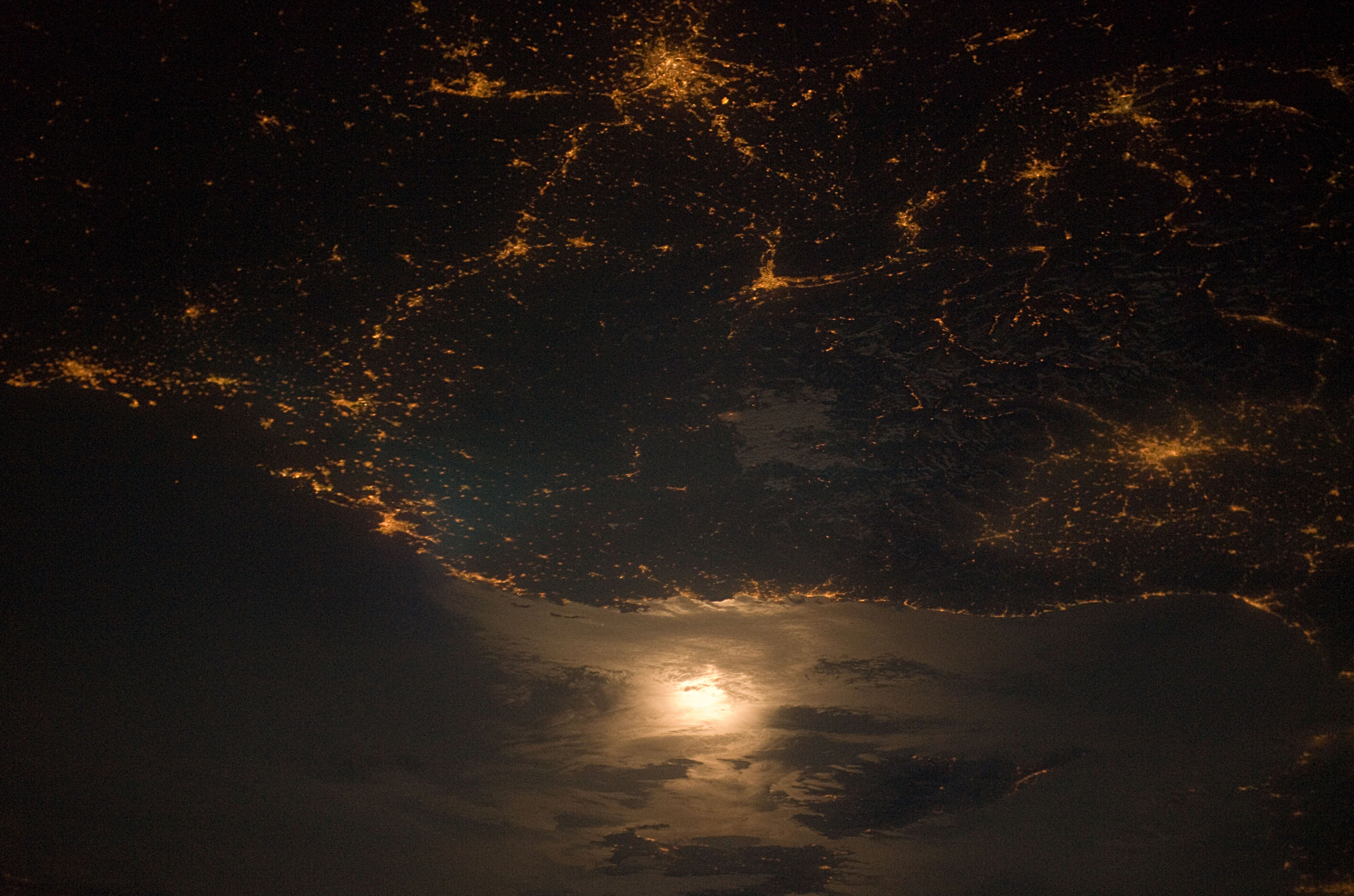
Фотографії кордону Франція-Італія вночі. Південно-західний кінець Альп розділяє дві країни.

Природні кордони — це географічні особливості, які становлять природні перешкоди для зв'язку та транспорту. Існуючі політичні кордони часто є формалізацією таких історичних, природних перешкод.
Деякими географічними особливостями, які часто становлять природні межі є:
- Океани: океани створюють дуже дорогі природні межі. Дуже небагато країн охоплюють більше одного материка. Тільки дуже великі і багаті на ресурси держави можуть утримати витрати на управління через океани на триваліші періоди часу.
- Річки: деякі політичні кордони були формалізовані вздовж природних кордонів, утворених річками. Деякими прикладами є: Ніагара (Канада — США), Ріо-Гранде (Мексика-США), Рейн (Франція-Німеччина), Меконг (Таїланд — Лаос). Якщо потрібна точна лінія, вона часто тягнеться по тальвегу, найглибшій лінії вздовж річки. У Танах, Мойсей визначив середину річки Арнон, як кордон між Моавом і Ізраїльтянськими племенами, що осідали на схід від Йордану. Верховний суд Сполучених Штатів у 1910 році постановив, що кордон між американськими штатами Меріленд і Західна Вірджинія є південним берегом річки Потомак.
- Озера: великі озера створюють природні межі. Одним з прикладів є природний кордон, створений озером Танганьїка, між Демократичною Республікою Конго і Замбією на її західному березі і Танзанією та Бурунді на східному.
- Ліси: щільні джунглі або ліси можуть створити міцні природні межі. Одним з прикладів природної лісової межі є Амазонський дощовий ліс, що відокремлює Бразилію та Болівію від Перу, Колумбії, Венесуели та Гаяни.
- Гірські хребти: дослідження кордонів[джерело?] свідчать про те, що гори мають особливо сильні наслідки, як природні межі. Багато країн Європи та Азії мали свої політичні кордони вздовж гірських хребтів, часто вздовж вододілу.

Протягом всієї історії технічний прогрес зменшив витрати на транспорт і зв'язок через природні кордони. Це з часом зменшило значення природних кордонів. Як наслідок, політичні кордони, які були формалізовані останнім часом, наприклад, в Африці або в Америці, зазвичай відповідають меншим за природні кордони[джерело?], ніж дуже старі кордони, наприклад, в Європі чи Азії.

### Геометричні кордони
Геометричні кордони або межі[джерело?] формуються прямими лініями (наприклад, лініями широти або довготи), або іноді дугами (Пенсільванія/Делавер), незалежно від фізичних і культурних особливостей району. Такі політичні кордони часто знаходяться навколо держав, які розвивалися з колоніальних часів, таких як у Північній Америці, Африці та на Близькому Сході.

### Указові кордони
Узагальненням ідеї геометричних кордонів є ідея указових кордонів, під якою мається на увазі будь-який вид кордону, який не відстежує основний добросовісний фізичний розрив (лат. fiat — «нехай буде зроблено», указ. Указові межі, як правило, є результатом розмежування людей, наприклад, у демаркації виборчих округів або поштових районів.

### Реліктові кордони
Реліктовий кордон — це колишня межа, яка взагалі не може бути юридичною межею. Проте колишню наявність кордону все ще можна побачити в ландшафті. Наприклад, кордон між НДР і ФРН вже не є міжнародним кордоном, але її все ще можна побачити через історичні помітки на ландшафті, і це все ще культурний та економічний поділ Німеччини.

### Індійський мур
Індійський мур відноситься до мілітаризованого буферного кордону між двома або кількома країнами, яка ще має бути вирішена або реалізована для постійного прикордонного статусу. Індійський мур знаходяться під військовим контролем і не визнається офіційним міжнародним кордоном. Формально знаний як лінія припинення вогню Індійський мур був вперше створений як спосіб буферизації кордонів війни під час Шімлійської угоди. Подібно до лінії припинення вогню Індійський мур є результатом війни, тупиків і конфлікту власності на землю.

### Морський кордон

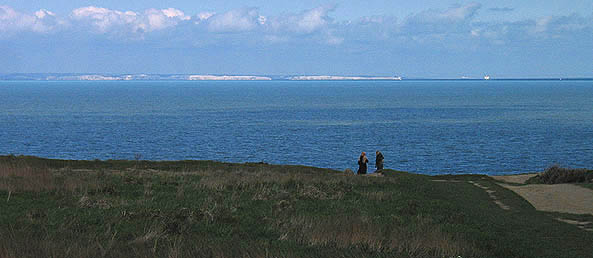
Дуврська протока вигляд із Франції, дивлячись на Велику Британію.

Морський кордон — це ділянка, що охоплює територію в океані, де нація має виключні права на мінеральні та біологічні ресурси, що охоплює морські лінії, межі та зони. Морські кордони представляють межі юрисдикції морської нації і визнаються Конвенцією ООН з морського права.
Морські кордони існують у контексті територіальних вод, суміжних зон та виключної економічної зони; однак термінологія не охоплює межі озер або річок, які розглядаються в контексті меж земель.
Деякі морські кордони залишаються невизначеними, незважаючи на спроби їх роз'яснити. Це пояснюється низкою факторів, деякі з яких ілюструють регіональні проблеми.

### Повітряні кордони
Повітряний простір — атмосфера планети, розташована в межах країн, які контролюють міжнародні та морські кордони. Всі суверенні держави мають право регулювати і захищати повітряний простір відповідно до міжнародного права про повітряний суверенітет. Горизонтальні кордони повітряного простору подібні до політики «міжнародні води» у морському праві. Повітряний простір поширюється на 12 морських миль від узбережжя країни, і право несе відповідальність за захист власного повітряного простору, якщо він не перебуває під захистом НАТО в мирний час. За міжнародним договором країна може взяти на себе відповідальність за захист або контроль атмосфери над міжнародними повітряними просторами, такими як Тихий океан. Вертикальні межі повітряного простору офіційно не встановлюються або регулюються на міжнародному рівні. Однак існує загальна згода вертикального повітряного простору, що закінчується в точці Лінії Кармана. Лінія Кармана є пікової точкою на висоті 100 км над поверхнею землі, встановлюючи межу між атмосферою землі і космічним простором. Положення про повітряний простір встановлюються країнами та місцевими органами влади в межах повітряного простору, правила повітряного простору відрізняються залежно від країни та місця розташування.